# حمادی القدیویی
حمادی القدیویی (آلمانی: Hamadi Al Ghaddioui؛ زادهٔ ۲۲ سپتامبر ۱۹۹۰) بازیکن فوتبال اهل آلمان است که در پست مهاجم بازی می‌کند.
از باشگاه‌هایی که در آن بازی کرده‌است می‌توان به باشگاه فوتبال اشتوتگارت و باشگاه فوتبال بروسیا دورتموند اشاره کرد.